# Dziewczyna ze Złotego Zachodu
Dziewczyna z Zachodu (wł. La fanciulla del West) – opera w 3 aktach Giacoma Pucciniego z 1910 roku.
Akcja opery rozgrywa się w Kalifornii, podczas gorączki złota (1848–1849).

## Treść

### Akt I
Grupa górników złota wchodzi do salonu „Polka" po dniu pracy w kopalni (Hello! Hello! Alla „Polka”). Po przejmującej piosence wędrownego śpiewaka Jake’a  Wallace’a (Che faranno i vecchi miei), jeden z górników, Jim Larkens, jeszcze bardziej tęskni za domem i swoimi najbliższymi, dlatego też reszta górników zbiera między sobą wystarczająco dużo pieniędzy, aby mógł wrócić do domu (Jim, perchè piangi?).
Grupa górników gra w karty. Odkrywają, że jeden z graczy, Sid, oszukuje w grze w faraona i chcą go zaatakować. Szeryf Jack Rance uspokaja wszystkich i szpilką przypina dwie karty do kurtki Sida jako znak oszusta.
Agent Wells Fargo, Ashby, wchodzi i ogłasza, że ściga bandytę Ramerreza i jego gang Meksykanów. Rance wznosi toast za Minnie, dziewczynę, właścicielkę salonu, jako swą przyszłą żonę, co wzbudza w Sonorze zazdrość. Dwóch mężczyzn zaczyna walczyć. Rance wyciąga rewolwer, ale w tym momencie pada niespodziewany strzał. To Minnie stoi z pistoletem w dłoni (Hello, Minnie!). Daje ona górnikom lekcję czytania z Biblii (Dove eravamo?).
Przybywa jeździec Pony Express (La posta!) i dostarcza telegram od Nina Micheltorena, oferując nagrodę za ujawnienia kryjówki Ramerreza. Szeryf wyznaje swą miłość Minnie, ale ona odrzuca go, mówiąc, że czeka na właściwego mężczyznę. (Ti voglio bene, Minnie).
Do salonu wchodzi nieznajomy i prosi o whisky i wodę. Przedstawia się jako Dick Johnson z Sacramento, którego już wcześniej spotkała Minnie. Johnson zaprasza Minnie na tańce, a ona się zgadza. Rance obserwuje ich ze złością.
Ashby wraca wraz z pochwyconym członkiem gangu Ramerreza, Castro, który, widząc swojego przywódcę, Johnsona w salonie, zgadza się pomóc Rance’owi, Ashby’emu i górnikom w poszukiwaniu Ramerreza i jego grupy. Jednak naprowadza ich na fałszywym trop i zamierza uciec. Zanim to jednak czyni, Castro mówi Johnsonowi, że ktoś będzie gwizdał i Johnson musi udzielić odpowiedzi, aby potwierdzić, że miejsce jest puste. Kiedy jednak słychać gwizdnięcie, Johnson nie odpowiada. Minnie pokazuje Johnsonowi beczki złota, których górnicy pilnują i trzymają nocne straże. Johnson uspokaja ją, że złoto będzie bezpieczne. Wyjeżdża z salonu i obiecuje, że odwiedzi ją w jej mieszkaniu. Wyznają sobie miłość. Minnie zaczyna płakać, ale Johnson uspokaja ją przed wyjściem.

### Akt II
Kiedy Minnie wchodzi, na miejscu są obecni: Wowkle, rdzenna Amerykanka, służąca Minnie, jej kochanek Billy Jackrabbit oraz ich dziecko. Minnie zaczyna przygotowywać się na spotkanie z Johnsonem. Johnson pojawia się w jej mieszkaniu i Minnie opowiada mu o swoim życiu. Całują się, a Minnie prosi Johnsona, by ten został z nią do ranka, lecz ten odmawia. Johnson kryje się, gdy do mieszkania Minnie wchodzą ścigający Ramerreza i wyjawiają, że Johnson to Ramerrez we własnej osobie. Zła i oszukana Minnie nakazuje odejść Johnsonowi/Ramerrezowi. Nagle słyszy huk strzału i wie, że to Johnson/Ramerrez został postrzelony. Minnie ukrywa rannego Johnsona/Ramerreza na strychu. Do jej mieszkania wchodzi Rance w poszukiwaniu Johnsona/Ramerreza. Gdy już ma zrezygnować z poszukiwań, na jego dłoń spada kropla krwi co zdradza obecność zbiega na strychu. Zdesperowana Minnie proponuje Rance’owi układ. Jeśli pokona go w grze w karty, ten puści wolno Johnsona/Ramerreza; jeśli natomiast wygra, ona ożeni się z nim. Oczywiście Minnie wygrywa, oszukując podczas gry, i Rance puszcza wolno Johnsona/Ramerreza.

### Akt III
Johnson/Ramerrez ponownie ucieka przed Ashbym i górnikami. Kiedy Nick oraz Rance rozmawiają i zastanawiają się, co takiego Minnie widzi w Johnsonie/Ramerrezie, wchodzi Ashby i ogłasza, że Johnson/Ramerrez został pojmany. Rance i górnicy pragną, aby Johnson/Ramerrez zawisł na stryczku. Johnson/Ramerrez przyjmuje swój los i jedyne czego pragnie to aby nie mówić Minnie o jego złapaniu oraz powieszeniu (Ch'ella mi creda). Uzbrojona Minnie przybywa akurat w chwili, gdy Johnson/Ramierrez ma zawisnąć. Zasłania Johnsona/Ramierreza własnym ciałem. Podczas gdy Rance chce kontynuować egzekucję, Minnie przypomina górnikom, ile jej zawdzięczają i że winni są jej wdzięczność oraz uwolnienie człowieka, którego kocha. Prosi ich, aby wybaczyli Johnsonowi/Ramerrezowi (Ah! Ah! E Minnie!). Jeden po drugim górnicy poddają się jej prośbie (E anche tu lo vorrai, Joe). Rance nie jest zadowolony z takiego obrotu sprawy, ale poddaje się. Sonora rozwiązuje pęta Johnsonowi/Ramerrezowi i uwalnia go. Górnicy żegnają Minnie (Le tue parole sono di Dio), która wraz z Johnsonem/Ramerrezem opuszcza Kalifornię, aby zacząć nowe życie razem.

## Obsada
| Rola                                 | Rodzaj głosu | Obsada premierowa, 10 grudnia 1910 |
| ------------------------------------ | ------------ | ---------------------------------- |
| Minnie                               | sopran       | Emmy Destinn                       |
| Jack Rance, szeryf                   | baryton      | Pasquale Amato                     |
| Dick Johnson alias Ramerrez, bandyta | tenor        | Enrico Caruso                      |
| Nick, barman w saloonie              | tenor        | Albert Reiss                       |
| Ashby, agent Wells Fargo             | bas          | Adam Didur                         |
| Sonora, górnik                       | baryton      | Dinh Gilly                         |
| Trin, górnik                         | tenor        | Angelo Badà                        |
| Sid, górnik                          | baryton      | Giulio Rossi                       |
| Handsome, górnik                     | baryton      | Vincenzo Reschiglian               |
| Harry, górnik                        | tenor        | Pietro Audisio                     |
| Joe, górnik                          | tenor        | Glenn Hall                         |
| Happy, górnik                        | baryton      | Antonio Pini-Corsi                 |
| Jim Larkens, górnik                  | bas          | Bernard Bégué                      |
| Billy Jackrabbit, Indianin           | bas          | Georges Bourgeois                  |
| Wowkle, jego żona                    | mezzosopran  | Marie Mattfeld                     |